# Porcien

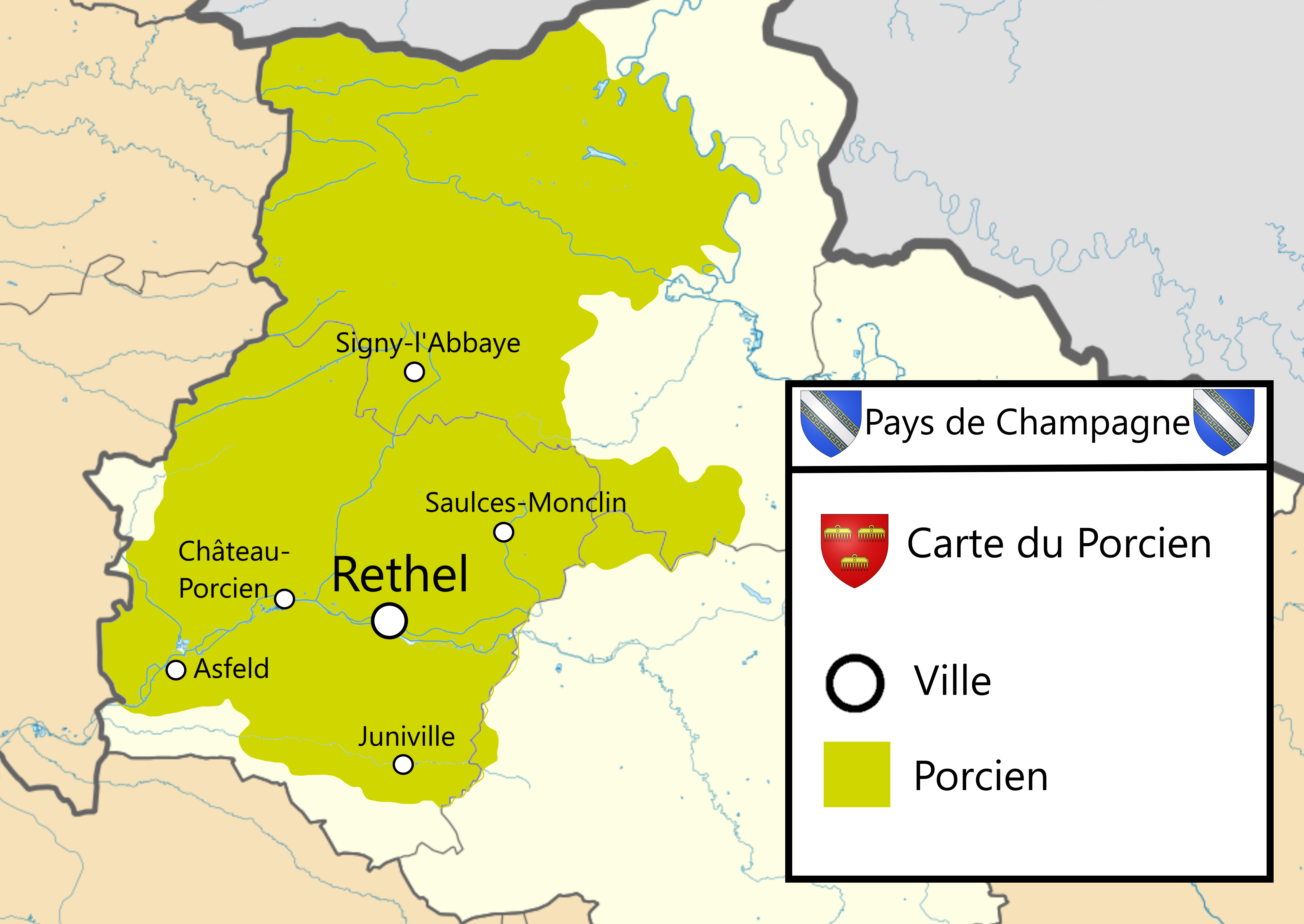
Porcien en de belangrijkste plaatsen

De Porcien is een landstreek in het noordoosten van Frankrijk. De streek ligt in het zuidwesten van het departement Ardennes in de administratieve regio Grand Est. De hoofdplaats is Château-Porcien.

## Geografie

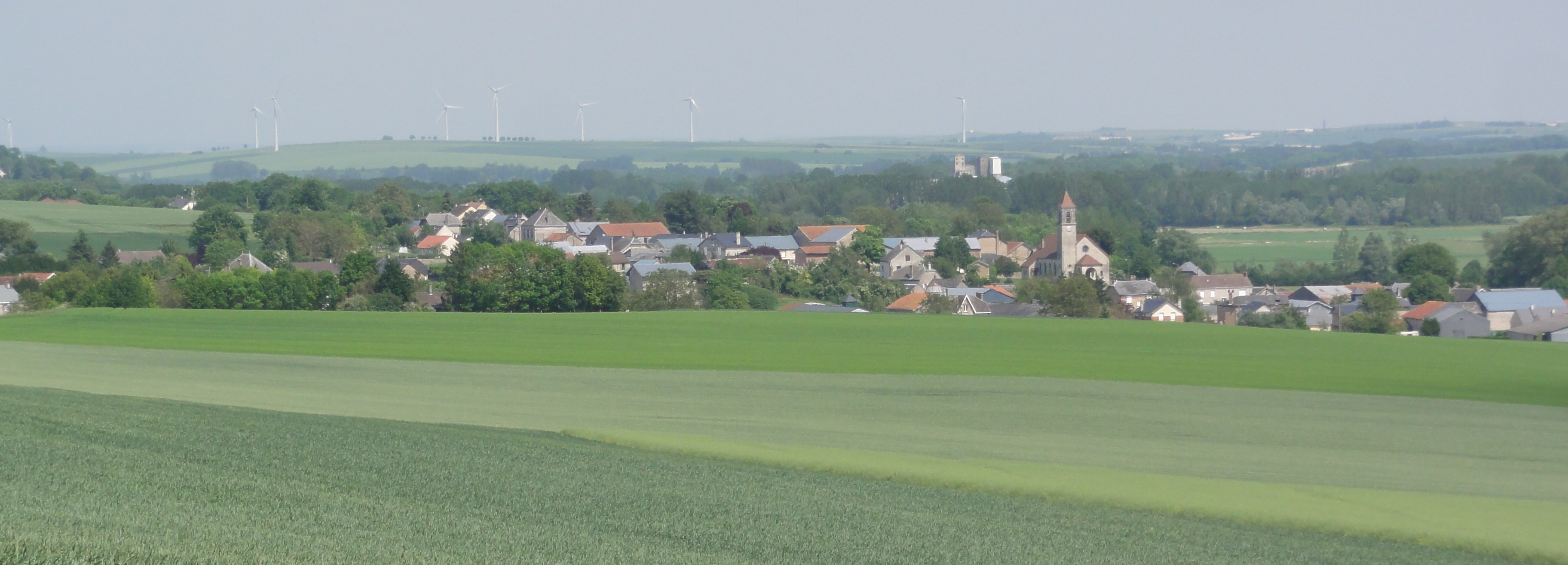
Het landschap van de Porcien

De Porcien is een relatief laaggelegen, zacht glooiende en dunbevolkte vlakte gelegen aan de voet van de Crêtes préardennaises, de meest zuidelijke uitlopers van de Franse Ardennen. De streek vormt landschappelijk een overgangsgebied tussen het heuvellandschap van de Ardennen / Thiérache in het noorden en de krijtvlakte van de Champagne in het zuiden. De vallei van de Aisne met daarin de stad Rethel vormt de natuurlijke grens met de Champagne crayeuse, een deel van de Champagnestreek waarmee het qua landschap sterkte gelijkenis vertoont. Vooral in het zuiden ligt open landschap met uitgestrekte graanakkers en maïsvelden. Het gebied in het noorden, rond Chaumont-Porcien, is meer een coulisselandschap met beboste heuvels en groene weiden en sluit daarmee meer aan op de Thiérache.

## Geschiedenis
De naam van deze streek wordt in de achtste eeuw voor het eerst vermeld als pagus portuensis (graafschap Porcien, soms geschreven als Porcéan), afgeleid van het latijnse woord portus (haven). Vermoedelijk verwijst de naam naar een kleine haven aan de Aisne op de plaats van het huidige Château-Porcien, daar waar vroeger een Romeinse weg de rivier kruiste.

## Toponiemen
De naam Procien wordt nog verwezen in de namen van enkele (voormalige) gemeenten en plaatsen in de streek:
Château-Porcien,
Chaumont-Porcien en
Novion-Porcien.